# Sphaeronella insignis
Sphaeronella insignis är en kräftdjursart som beskrevs av Hansen 1897. Sphaeronella insignis ingår i släktet Sphaeronella, och familjen Nicothoidae. Arten är reproducerande i Sverige.